# Consejo de la FIFA
El Consejo de la FIFA (anteriormente el Comité Ejecutivo de la FIFA) es una institución de la FIFA (el órgano rector del fútbol, el fútbol sala y el fútbol playa). Es el principal órgano de toma de decisiones de la organización en los intervalos del Congreso de la FIFA, por tanto, es el organismo supremo. Sus miembros son elegidos por el Congreso de la FIFA. El consejo es un organismo, de supervisión y estratégico que establece la visión de la FIFA y del fútbol mundial.

## Composición
Tras el Congreso Extraordinario de la FIFA de 2016, la FIFA anunció que entraría en vigor un nuevo conjunto de estatutos. Estos cambios han hecho que el Comité Ejecutivo de la FIFA cambie para convertirse en el Consejo de la FIFA, con una nueva estructura y más poder. Está dirigido por el presidente de la FIFA. También se ha anunciado que el Secretario General ahora informará al consejo y trabajará con un Director de Cumplimiento, que supervisa la organización en su trabajo. Todos los miembros existentes del comité permanecieron en funciones hasta que sus respectivos cargos enfrentaron la reelección en sus respectivas confederaciones. Los nuevos miembros del Consejo de la FIFA se posesionaron el 30 de septiembre de 2016. Hay un total de 37 nuevos miembros en el consejo. Entró en vigor antes del Congreso Ordinario de la FIFA de 2016.
El nuevo consejo está integrado por las siguientes personas:
- El presidente
- CONMEBOL: un vicepresidente y 4 miembros
- AFC: un vicepresidente y 6 miembros
- UEFA: 3 vicepresidentes y 6 miembros
- CAF: un vicepresidente y 6 miembros
- CONCACAF: un vicepresidente y 4 miembros
- OFC: un vicepresidente y 2 miembros

### Composición antigua
El Comité Ejecutivo (ExCo por sus siglas en inglés) estaba formado por un presidente, elegido por el Congreso en el año siguiente a la Copa Mundial de la FIFA, 8 vicepresidentes y 15 miembros, designados por las confederaciones y asociaciones, y un miembro elegido por el Congreso.
El mandato era de 4 años. Después de esos 4 años, los miembros y los vicepresidentes podían ser reelegidos por sus confederaciones y asociaciones y reinstalados por el Congreso por otro período de 4 años. También el presidente podía ser reelegido por el congreso. Cada miembro tenía un voto en el comité, incluido el presidente, que tenía, sin embargo, voto en caso de empate. Todos los miembros del Comité Ejecutivo, después de haber sido elegidos por el Congreso, solo podían ser removidos de su cargo, si el Congreso o la confederación a la que pertenece el miembro, decidía que era necesario un cambio de personal. Para la federación de fútbol de cada país, solo un miembro podía formar parte del Comité Ejecutivo. Si el presidente se veía impedido temporal o permanentemente para cumplir con su función, el vicepresidente de mayor rango asumía sus responsabilidades hasta que el Congreso pudiera elegir un nuevo presidente.
Todos los candidatos al Comité Ejecutivo no debían ser delegados de sus asociaciones. Todos los miembros debían pasar un control de integridad antes de que pudieran ser elegidos. Los controles de integridad de los vicepresidentes y otros miembros del Comité Ejecutivo eran realizados por sus propias confederaciones. El presidente, todos los miembros de los órganos judiciales y los de la Comisión de Auditoría y Cumplimiento de la FIFA eran controlados por la sala de instrucción de la Comisión de Ética de la FIFA. Antes de que un miembro pudiera ser reelegido, se debía realizar otra verificación de integridad.
Se reunía al menos dos veces al año, y el mandato de cada miembro duraba 4 años, y su función incluía determinar las fechas, lugares y formato de los torneos, nombrar delegados de la FIFA al IFAB y elegir y destituir al Secretario General a propuesta del Presidente de la FIFA. Entre 1947 y 2013, oficialmente uno de los vicepresidentes tenía que ser de una de las asociaciones británicas. Esta posición garantizada fue eliminada oficialmente por la FIFA en 2013, pero la UEFA la mantiene extraoficialmente y solo nomina a los candidatos británicos para las vacantes. Estaba integrado por los siguientes representantes:
- El presidente
- El secretario general
- CONMEBOL: un vicepresidente y 2 miembros
- AFC: un vicepresidente y 3 miembros
- UEFA: 2 vicepresidentes y 5 miembros
- CAF: un vicepresidente y 3 miembros
- CONCACAF: un vicepresidente y 2 miembros
- OFC: un vicepresidente
- Miembro para tareas especiales

El FIFA ExCo se reunió por última vez el 18 de marzo de 2016.

## Miembros actuales
| Presidente                                        | Presidente                                         | Presidente                                     | Presidente                                  | Presidente                   | Presidente                 |
| ------------------------------------------------- | -------------------------------------------------- | ---------------------------------------------- | ------------------------------------------- | ---------------------------- | -------------------------- |
| Gianni Infantino Suiza / Italia                   |                                                    |                                                |                                             |                              |                            |
| Vicepresidentes                                   |                                                    |                                                |                                             |                              |                            |
| AFC (Asia)                                        | UEFA (Europa)                                      | CAF (África)                                   | CONCACAF (Norte, Centroamérica y el Caribe) | CONMEBOL (Suramérica)        | OFC (Oceanía)              |
| Jeque Salman Bin Ibrahim Al-Khalifa Baréin Senior | Aleksander Čeferin Eslovenia Sándor Csányi Hungría |                                                | Victor Montagliani Canadá                   | Alejandro Domínguez Paraguay | Lambert Maltock Vanuatu    |
| Miembros                                          |                                                    |                                                |                                             |                              |                            |
| AFC (Asia)                                        | UEFA (Europa)                                      | CAF (África)                                   | CONCACAF (Norte, Centroamérica y el Caribe) | CONMEBOL (Suramérica)        | OFC (Oceanía)              |
| Saud Abdulaziz Al Mohannadi Catar                 | Evelina Christillin Italia                         | Tarek Bouchamaoui Túnez                        | Sonia Bien-Aime Islas Turcas y Caicos       | Ramón Jesurún Colombia       | Rajesh Patel Fiyi          |
| Mahfuza Akhter Bangladés                          | Fernando Gomes Portugal                            | Almamy Kabele Camara Guinea                    | Rodolfo Villalobos Costa Rica               | María Sol Muñoz Ecuador      | Johanna Wood Nueva Zelanda |
| Mariano Araneta Filipinas                         | Georgios Koumas Chipre                             | Lydia Nsekera Burundi                          | Cindy Parlow Cone Estados Unidos            | Fernando Sarney Brasil       |                            |
| Praful Patel India                                | Noël Le Graët Francia                              | Walter Nyamilandu Malaui                       | Randy Harris Barbados                       | Ignacio Alonso Uruguay       |                            |
| Du Zhaocai China                                  | Dejan Savićević Montenegro                         | Constant Omari República Democrática del Congo |                                             |                              |                            |
| Kozo Tashima Japón                                | Alexey Sorokin Rusia                               | Hany Abo Rida Egipto                           |                                             |                              |                            |
|                                                   |                                                    |                                                |                                             |                              |                            |
| Secretaría General                                |                                                    |                                                |                                             |                              |                            |
| Fatma Samoura Senegal                             |                                                    |                                                |                                             |                              |                            |